# San Antonio de los Baños

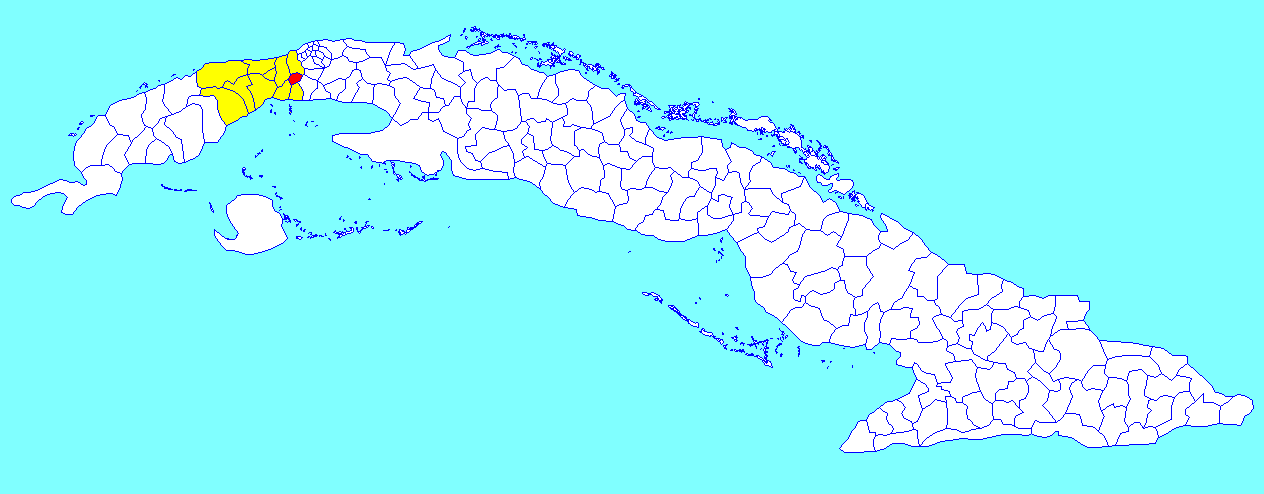
Posição do município de San Antonio de los Baños.

San Antonio de los Baños é um município de Cuba pertencente à província de Artemisa. A cidade, fundada em 1802, tem uma população de 46 mil pessoas.